# 三浦一尺
三浦 一尺（みうら いっしゃく）は日本の脚本家。
福岡県福岡市西区出身。松竹シナリオ研究所36期生。後に脚本家の下飯坂菊馬に師事する。
2002年、富良野塾19期生でライターとして入塾。
卒塾後は富良野と東京を行き来しながら、同期のライター、役者メンバーたちと劇団・浮草テントを旗揚げ。
劇団では主宰、脚本・演出を担当。
年１回程度で定期的に公演をしていた。今でも脚本を書き続け活躍中。